# Mkoma II
Mkoma II è una circoscrizione rurale (rural ward) della Tanzania situata nel distretto di Newala, regione di Mtwara. Conta una popolazione di 2 834 abitanti (censimento 2012).